# Première circonscription de la Sarthe
La première circonscription de la Sarthe est l'une des cinq circonscriptions législatives françaises que compte le département de la Sarthe (72) situé en région Pays de la Loire. 

## Description géographique et démographique

### De 1958 à 1986
La première circonscription de la Sarthe était composée de :
- canton de Ballon
- canton de Beaumont-sur-Sarthe
- canton de Conlie
- canton du Mans-I
- canton de Sillé-le-Guillaume

Source : Journal Officiel du 14-15 Octobre 1958.

### Depuis 1988
La première circonscription de la Sarthe est délimitée par le découpage électoral de la loi n°86-1197 du 24 novembre 1986
, elle regroupe les divisions administratives suivantes :
- Canton de Beaumont-sur-Sarthe
- Canton de Conlie
- Canton de Fresnay-sur-Sarthe
- Canton du Mans-Centre
- Canton du Mans-Nord-Ouest
- Canton de Saint-Paterne
- Canton de Sillé-le-Guillaume.

D'après le recensement de la population en 2012, réalisé par l'Institut national de la statistique et des études économiques (INSEE), la population totale de cette circonscription est estimée à 105 947 habitants.

## Historique des députations
| Législature | Début de mandat | Fin de mandat  | Député                    | Parti politique | Observations |
| ----------- | --------------- | -------------- | ------------------------- | --------------- | --- |
| Ire         | 9 décembre 1958 | 9 octobre 1962 | Jean-Yves Chapalain       | UNR             | Mandat écourté à la suite d'une dissolution parlementaire décidée par Charles de Gaulle.                                                                       |
| IIe         | 6 décembre 1962 | 2 avril 1967   | Jean-Yves Chapalain       | UNR-UDT         | |
| IIIe        | 3 avril 1967    | 30 mai 1968    | Jean-Yves Chapalain       | UDR             | Mandat écourté à la suite d'une dissolution parlementaire décidée par Charles de Gaulle.                                                                       |
| IVe         | 11 juillet 1968 | 1er avril 1973 | Jean-Yves Chapalain       | UDR             | |
| Ve          | 2 avril 1973    | 2 avril 1978   | Gérard Chasseguet         | UDR-URP         | |
| VIe         | 3 avril 1978    | 22 mai 1981    | Gérard Chasseguet         | RPR             | Mandat écourté à la suite d'une dissolution parlementaire décidée par François Mitterrand.                                                                     |
| VIIe        | 2 juillet 1981  | 1er avril 1986 | Gérard Chasseguet         | RPR             | |
| VIIIe       | 2 avril 1986    | 14 mai 1988    | Gérard Chasseguet         | RPR             | Proportionnelle par département, pas de député par circonscription. Mandat écourté à la suite d'une dissolution parlementaire décidée par François Mitterrand. |
| IXe         | 23 juin 1988    | 1er avril 1993 | Gérard Chasseguet         | RPR             | |
| Xe          | 2 avril 1993    | 21 avril 1997  | Pierre Hellier            | UDF             | Mandat écourté à la suite d'une dissolution parlementaire décidée par Jacques Chirac.                                                                          |
| XIe         | 12 juin 1997    | 18 juin 2002   | Pierre Hellier            | UDF             | |
| XIIe        | 19 juin 2002    | 19 juin 2007   | Pierre Hellier,           | UMP,            | |
| XIIIe       | 20 juin 2007    | 19 juin 2012   | Fabienne Labrette-Ménager | UMP             | |
| XIVe        | 20 juin 2012    | 20 juin 2017   | Françoise Dubois          | PS              | conseillère municipale du Mans |
| XVe         | 21 juin 2017    | 21 juin 2022   | Damien Pichereau          | LREM            | |
| XVIe        | 22 juin 2022    | 9 juin 2024    | Julie Delpech             | LREM            | Mandat écourté à la suite d'une dissolution parlementaire décidée par Emmanuel Macron.                                                                         |
| XVIIe       | 8 juillet 2024  | En cours       | Julie Delpech             | RE              | |

## Historique des élections

### Élections de 1958
| Candidat              | Candidat                | Parti          | Premier tour | Premier tour | Second tour | Second tour |  |
| Candidat              | Candidat                | Parti          | Voix         | %            | Voix        | %           |  |
| --------------------- | ----------------------- | -------------- | ------------ | ------------ | ----------- | ----------- |  |
|                       | Jean-Yves Chapalain élu | UNR            | 18 089       | 45,68        | 24 263      | 64,54       |  |
|                       | Xavier Mordret          | MRP            | 8 120        | 20,51        | Retrait     | Retrait     |  |
|                       | Fernand Bone            | UFF            | 4 647        | 11,74        | 5 092       | 13,55       |  |
|                       | Ferdinand Legay         | SFIO           | 4 460        | 11,26        | 4 110       | 10,93       |  |
|                       | Fernand Raud            | PCF            | 4 281        | 10,81        | 4 127       | 10,98       |  |
|                       |                         |                |              |              |             |             |  |
| Inscrits              | Inscrits                | Inscrits       | 52 550       | 100,00       | 52 509      | 100,00      |  |
| Abstentions           | Abstentions             | Abstentions    | 11 515       | 21,91        | 13 688      | 26,07       |  |
| Votants               | Votants                 | Votants        | 41 035       | 78,09        | 38 821      | 73,93       |  |
| Blancs et nuls        | Blancs et nuls          | Blancs et nuls | 1 438        | 3,5          | 1 229       | 3,17        |  |
| Exprimés              | Exprimés                | Exprimés       | 39 597       | 96,5         | 37 592      | 96,83       |  |
| Source : Data.gouv.fr |                         |                |              |              |             |             |  |

Le suppléant de Jean-Yves Chapalain était Me Jacques Delhay, avocat au barreau du Mans.

### Élections de 1962
| Candidat              | Candidat                          | Parti          | Premier tour | Premier tour | Second tour | Second tour |  |
| Candidat              | Candidat                          | Parti          | Voix         | %            | Voix        | %           |  |
| --------------------- | --------------------------------- | -------------- | ------------ | ------------ | ----------- | ----------- |  |
|                       | Jean-Yves Chapalain sortant réélu | UNR-UDT        | 16 616       | 49,64        | 22 007      | 67,46       |  |
|                       | Jacques Dubois                    | MRP            | 6 377        | 19,05        | Retrait     | Retrait     |  |
|                       | Christian Rouby                   | PCF            | 5 048        | 15,08        | 7 758       | 23,78       |  |
|                       | Maurice Beaulaton                 | SFIO           | 3 510        | 10,49        | Retrait     | Retrait     |  |
|                       | Fernand Bone                      | UFF            | 1 921        | 5,74         | 2 855       | 8,75        |  |
|                       |                                   |                |              |              |             |             |  |
| Inscrits              | Inscrits                          | Inscrits       | 52 081       | 100,00       | 52 072      | 100,00      |  |
| Abstentions           | Abstentions                       | Abstentions    | 17 315       | 33,25        | 17 339      | 33,3        |  |
| Votants               | Votants                           | Votants        | 34 766       | 66,75        | 34 733      | 66,7        |  |
| Blancs et nuls        | Blancs et nuls                    | Blancs et nuls | 1 294        | 3,72         | 2 113       | 6,08        |  |
| Exprimés              | Exprimés                          | Exprimés       | 33 472       | 96,28        | 32 620      | 93,92       |  |
| Source : Data.gouv.fr |                                   |                |              |              |             |             |  |

Le suppléant de Jean-Yves Chapalain était Georges Jubier, maire de Saint-Jean-d'Assé.

### Élections de 1967
| Candidat              | Candidat                          | Parti          | Premier tour | Premier tour | Second tour | Second tour |  |
| Candidat              | Candidat                          | Parti          | Voix         | %            | Voix        | %           |  |
| --------------------- | --------------------------------- | -------------- | ------------ | ------------ | ----------- | ----------- |  |
|                       | Jean-Yves Chapalain sortant réélu | UD-Ve          | 13 783       | 33,26        | 15 411      | 36,78       |  |
|                       | Jacques Maury                     | CD (PDM)       | 13 767       | 33,22        | 13 738      | 32,79       |  |
|                       | Christian Rouby                   | PCF            | 8 544        | 20,62        | 12 748      | 30,43       |  |
|                       | Michel Pierre                     | FGDS (SFIO)    | 5 347        | 12,9         | Retrait     | Retrait     |  |
|                       |                                   |                |              |              |             |             |  |
| Inscrits              | Inscrits                          | Inscrits       | 52 900       | 100,00       | 52 886      | 100,00      |  |
| Abstentions           | Abstentions                       | Abstentions    | 10 376       | 19,61        | 10 214      | 19,31       |  |
| Votants               | Votants                           | Votants        | 42 524       | 80,39        | 42 672      | 80,69       |  |
| Blancs et nuls        | Blancs et nuls                    | Blancs et nuls | 1 083        | 2,55         | 775         | 1,82        |  |
| Exprimés              | Exprimés                          | Exprimés       | 41 441       | 97,45        | 41 897      | 98,18       |  |
| Source : Data.gouv.fr |                                   |                |              |              |             |             |  |

Le suppléant de Jean-Yves Chapalain était Jean-Marie Prat, pharmacien au Mans.

### Élections de 1968
| Candidat              | Candidat                          | Parti          | Premier tour | Premier tour | Second tour | Second tour |  |
| Candidat              | Candidat                          | Parti          | Voix         | %            | Voix        | %           |  |
| --------------------- | --------------------------------- | -------------- | ------------ | ------------ | ----------- | ----------- |  |
|                       | Jean-Yves Chapalain sortant réélu | UDR (URP)      | 19 722       | 47,73        | 25 735      | 70,59       |  |
|                       | Claude Cossart                    | CD (PDM)       | 8 215        | 19,88        | Retrait     | Retrait     |  |
|                       | Christian Rouby                   | PCF            | 7 112        | 17,21        | 10 721      | 29,41       |  |
|                       | Jean Dubois                       | FGDS           | 4 316        | 10,44        |             |             |  |
|                       | Fernand Bone                      | UFF            | 1 959        | 4,74         |             |             |  |
|                       |                                   |                |              |              |             |             |  |
| Inscrits              | Inscrits                          | Inscrits       | 52 287       | 100,00       | 52 262      | 100,00      |  |
| Abstentions           | Abstentions                       | Abstentions    | 10 233       | 19,57        | 13 557      | 25,94       |  |
| Votants               | Votants                           | Votants        | 42 054       | 80,43        | 38 705      | 74,06       |  |
| Blancs et nuls        | Blancs et nuls                    | Blancs et nuls | 730          | 1,74         | 2 249       | 5,81        |  |
| Exprimés              | Exprimés                          | Exprimés       | 41 324       | 98,26        | 36 456      | 94,19       |  |
| Source : Data.gouv.fr |                                   |                |              |              |             |             |  |

Le suppléant de Jean-Yves Chapalain était Jean-Marie Prat.

### Élections de 1973
| Candidat              | Candidat              | Parti          | Premier tour | Premier tour | Second tour | Second tour |  |
| Candidat              | Candidat              | Parti          | Voix         | %            | Voix        | %           |  |
| --------------------- | --------------------- | -------------- | ------------ | ------------ | ----------- | ----------- |  |
|                       | Gérard Chasseguet élu | UDR (URP)      | 15 922       | 35,97        | 25 256      | 57,05       |  |
|                       | Jean-Claude Boulard   | PS (UGSD)      | 9 583        | 21,65        | 19 013      | 42,95       |  |
|                       | Claude Cossart        | CD (MR)        | 8 832        | 19,95        | Retrait     | Retrait     |  |
|                       | Yves Rênevot          | PCF            | 5 393        | 12,18        |             |             |  |
|                       | Jean-Claude Leroyer   | PSU            | 1 444        | 3,26         |             |             |  |
|                       | Michel Després        | Divers droite  | 1 208        | 2,73         |             |             |  |
|                       | Marcel Moulineuf      | FN             | 1 001        | 2,26         |             |             |  |
|                       | Pierre Varenne        | LO             | 884          | 2            |             |             |  |
|                       |                       |                |              |              |             |             |  |
| Inscrits              | Inscrits              | Inscrits       | 55 721       | 100,00       | 55 675      | 100,00      |  |
| Abstentions           | Abstentions           | Abstentions    | 10 138       | 18,19        | 10 148      | 18,23       |  |
| Votants               | Votants               | Votants        | 45 583       | 81,81        | 45 527      | 81,77       |  |
| Blancs et nuls        | Blancs et nuls        | Blancs et nuls | 1 316        | 2,89         | 1 258       | 2,76        |  |
| Exprimés              | Exprimés              | Exprimés       | 44 267       | 97,11        | 44 269      | 97,24       |  |
| Source : Data.gouv.fr |                       |                |              |              |             |             |  |

Le suppléant de Gérard Chasseguet était Jean-Marie Prat.

### Élections de 1978
|                       | Gérard Chasseguet sortant réélu | RPR            | 28 470 | 54,08  |  |  |  |
|                       | Jean-Claude Boulard             | PS             | 13 964 | 26,52  |  |  |  |
|                       | Claude Jullemier                | PCF            | 7 775  | 14,77  |  |  |  |
|                       | Lucien Letertre                 | PSU (FA)       | 997    | 1,89   |  |  |  |
|                       | Jean-Jacques Benitou            | LO             | 866    | 1,64   |  |  |  |
|                       | Bernard Lebrun                  | LCR            | 574    | 1,09   |  |  |  |
|                       | Maurice Beaulaton               | PSD            | 1      | 0      |  |  |  |
|                       |                                 |                |        |        |  |  |  |
| Inscrits              | Inscrits                        | Inscrits       | 63 676 | 100,00 |  |  |  |
| Abstentions           | Abstentions                     | Abstentions    | 9 673  | 15,19  |  |  |  |
| Votants               | Votants                         | Votants        | 54 003 | 84,81  |  |  |  |
| Blancs et nuls        | Blancs et nuls                  | Blancs et nuls | 1 356  | 2,51   |  |  |  |
| Exprimés              | Exprimés                        | Exprimés       | 52 647 | 97,49  |  |  |  |
| Source : Data.gouv.fr |                                 |                |        |        |  |  |  |

Le Docteur Georges Bollengier-Stragier, UDF, conseiller général, maire de Coulaines, était le suppléant de Gérard Chasseguet.

### Élections de 1981
| Candidat       | Candidat                        | Parti          | Premier tour | Premier tour | Second tour | Second tour |  |
| Candidat       | Candidat                        | Parti          | Voix         | %            | Voix        | %           |  |
| -------------- | ------------------------------- | -------------- | ------------ | ------------ | ----------- | ----------- |  |
|                | Gérard Chasseguet sortant réélu | RPR (UNM)      | 21 484       | 46,66        | 24 967      | 50,17       |  |
|                | Jean-Claude Boulard             | PS             | 18 523       | 40,23        | 24 796      | 49,83       |  |
|                | Henry Lelièvre                  | PCF            | 3 554        | 7,72         |             |             |  |
|                | Gérard Hamelin                  | CNIP           | 1 972        | 4,28         |             |             |  |
|                | Jocelyne Fouqueray              | PSU            | 507          | 1,10         |             |             |  |
|                |                                 |                |              |              |             |             |  |
| Inscrits       | Inscrits                        | Inscrits       | 65 830       | 100,00       | 65 814      | 100,00      |  |
| Abstentions    | Abstentions                     | Abstentions    | 19 164       | 29,11        | 15 370      | 23,35       |  |
| Votants        | Votants                         | Votants        | 46 666       | 70,89        | 50 444      | 76,65       |  |
| Blancs et nuls | Blancs et nuls                  | Blancs et nuls | 626          | 1,34         | 681         | 1,35        |  |
| Exprimés       | Exprimés                        | Exprimés       | 46 040       | 98,66        | 49 763      | 98,65       |  |

Le suppléant de Gérard Chasseguet était Jacques Dorise, UDF, conseiller général du canton du Mans-Centre.

### Élections de 1988
| Candidat       | Candidat                        | Parti          | Premier tour | Premier tour | Second tour | Second tour |  |
| Candidat       | Candidat                        | Parti          | Voix         | %            | Voix        | %           |  |
| -------------- | ------------------------------- | -------------- | ------------ | ------------ | ----------- | ----------- |  |
|                | Gérard Chasseguet sortant réélu | RPR (URC)      | 20 201       | 49,35        | 23 726      | 55,39       |  |
|                | Nycette Isnard                  | PS             | 13 988       | 34,17        | 19 110      | 44,61       |  |
|                | Martin Combe                    | PCF            | 3 828        | 9,35         |             |             |  |
|                | Gérard Bondoux                  | FN             | 2 919        | 7,13         |             |             |  |
|                |                                 |                |              |              |             |             |  |
| Inscrits       | Inscrits                        | Inscrits       | 64 195       | 100,00       | 64 170      | 100,00      |  |
| Abstentions    | Abstentions                     | Abstentions    | 22 078       | 34,39        | 20 245      | 31,55       |  |
| Votants        | Votants                         | Votants        | 42 117       | 65,61        | 43 925      | 68,45       |  |
| Blancs et nuls | Blancs et nuls                  | Blancs et nuls | 1 181        | 2,8          | 1 089       | 2,48        |  |
| Exprimés       | Exprimés                        | Exprimés       | 40 936       | 97,2         | 42 836      | 97,52       |  |

Le suppléant de Gérard Chasseguet était Daniel Cabaret, conseiller général DVD du canton du Mans-Nord-Ouest, maire de La Bazoge.

### Élections de 1993
| Candidat       | Candidat                  | Parti          | Premier tour | Premier tour | Second tour | Second tour |  |
| Candidat       | Candidat                  | Parti          | Voix         | %            | Voix        | %           |  |
| -------------- | ------------------------- | -------------- | ------------ | ------------ | ----------- | ----------- |  |
|                | Gérard Chasseguet sortant | RPR            | 13 665       | 32,38        | 16 629      | 47,48       |  |
|                | Pierre Hellier élu        | UDF (PR)       | 9 445        | 22,38        | 18 396      | 52,52       |  |
|                | Jean-Pierre Duval         | PS (ADFP)      | 4 812        | 11,4         |             |             |  |
|                | Gérard Bondoux            | FN             | 3 600        | 8,53         |             |             |  |
|                | Lionel Renusson           | Les Verts (EÉ) | 3 029        | 7,18         |             |             |  |
|                | François Plet             | SÉGA           | 2 487        | 5,89         |             |             |  |
|                | Martin Combe              | PCF            | 1 934        | 4,58         |             |             |  |
|                | Claudette Villain         | LT-LNÉ         | 1 582        | 3,75         |             |             |  |
|                | André Lancteau            | LO             | 826          | 1,96         |             |             |  |
|                | Gérard Hamelin            | CNIP           | 826          | 1,96         |             |             |  |
|                |                           |                |              |              |             |             |  |
| Inscrits       | Inscrits                  | Inscrits       | 65 792       | 100,00       | 65 779      | 100,00      |  |
| Abstentions    | Abstentions               | Abstentions    | 20 657       | 31,4         | 24 942      | 37,92       |  |
| Votants        | Votants                   | Votants        | 45 135       | 68,6         | 40 837      | 62,08       |  |
| Blancs et nuls | Blancs et nuls            | Blancs et nuls | 2 929        | 6,49         | 5 812       | 14,23       |  |
| Exprimés       | Exprimés                  | Exprimés       | 42 206       | 93,51        | 35 025      | 85,77       |  |

La suppléante de Pierre Hellier était Thérèse Mortier-Rondeau, directrice d'école retraitée, conseillère municipale d'Assé-le-Boisne.

### Élections de 1997
| Candidat       | Candidat                     | Parti          | Premier tour | Premier tour | Second tour | Second tour |  |
| Candidat       | Candidat                     | Parti          | Voix         | %            | Voix        | %           |  |
| -------------- | ---------------------------- | -------------- | ------------ | ------------ | ----------- | ----------- |  |
|                | Pierre Hellier sortant réélu | UDF (PR)       | 17 015       | 40,26        | 24 814      | 56,1        |  |
|                | Marietta Karamanli           | PS             | 9 554        | 22,61        | 19 414      | 43,9        |  |
|                | Gérard Bondoux               | FN             | 4 423        | 10,47        |             |             |  |
|                | Martin Combe                 | PCF            | 2 529        | 5,98         |             |             |  |
|                | Dominique Amiard             | Divers gauche  | 1 967        | 4,65         |             |             |  |
|                | Gérard Hamelin               | LDI (CNIP)     | 1 424        | 3,37         |             |             |  |
|                | Samuel Gonthier              | Les Verts      | 1 372        | 3,25         |             |             |  |
|                | Patrice Perdereau            | SÉGA           | 1 314        | 3,11         |             |             |  |
|                | Lucien Degorge               | LO             | 1 153        | 2,73         |             |             |  |
|                | Yves Durkheim                | GÉ             | 977          | 2,31         |             |             |  |
|                | Hervé Poislane               | MÉI            | 408          | 0,97         |             |             |  |
|                | Jacques Guérin               | PLN            | 126          | 0,3          |             |             |  |
|                |                              |                |              |              |             |             |  |
| Inscrits       | Inscrits                     | Inscrits       | 66 050       | 100,00       | 66 032      | 100,00      |  |
| Abstentions    | Abstentions                  | Abstentions    | 21 144       | 32,01        | 19 239      | 29,14       |  |
| Votants        | Votants                      | Votants        | 44 906       | 67,99        | 46 793      | 70,86       |  |
| Blancs et nuls | Blancs et nuls               | Blancs et nuls | 2 644        | 5,89         | 2 565       | 5,48        |  |
| Exprimés       | Exprimés                     | Exprimés       | 42 262       | 94,11        | 44 228      | 94,52       |  |

La suppléante de Pierre Hellier était Thérèse Mortier-Rondeau, maire d'Assé-le-Boisne.

### Élections de 2002
|                | Pierre Hellier sortant réélu | UMP            | 21 910 | 51,14  |  |  |  |
|                | Marietta Karamanli           | PS             | 11 827 | 27,61  |  |  |  |
|                | Évelyne Ménard               | FN             | 3 013  | 7,03   |  |  |  |
|                | Samuel Gonthier              | Les Verts      | 1 557  | 3,63   |  |  |  |
|                | Thierry de Lanauze           | MPF            | 811    | 1,89   |  |  |  |
|                | Marie-Claude Rousseau        | LCR            | 672    | 1,57   |  |  |  |
|                | Ouafa Le Boterff             | PCF            | 649    | 1,51   |  |  |  |
|                | François Garcia              | LO             | 648    | 1,51   |  |  |  |
|                | Dominique Leylavergne        | SÉGA           | 638    | 1,49   |  |  |  |
|                | Martine Pave                 | CPNT           | 490    | 1,14   |  |  |  |
|                | Jeannette Delory             | MNR            | 297    | 0,69   |  |  |  |
|                | Lionel Lecornue              | GÉ             | 181    | 0,42   |  |  |  |
|                | Frédéric Crepaldi            | IR             | 146    | 0,34   |  |  |  |
|                |                              |                |        |        |  |  |  |
| Inscrits       | Inscrits                     | Inscrits       | 68 201 | 100,00 |  |  |  |
| Abstentions    | Abstentions                  | Abstentions    | 24 260 | 35,57  |  |  |  |
| Votants        | Votants                      | Votants        | 43 941 | 64,43  |  |  |  |
| Blancs et nuls | Blancs et nuls               | Blancs et nuls | 1 102  | 2,51   |  |  |  |
| Exprimés       | Exprimés                     | Exprimés       | 42 839 | 97,49  |  |  |  |

La suppléante de Pierre Hellier était Fabienne Labrette-Ménager, conseillère générale du canton de Fresnay-sur-Sarthe, maire-adjointe de Fresnay-sur-Sarthe.

### Élections de 2007
| Candidat       | Candidat                       | Parti          | Premier tour | Premier tour | Second tour | Second tour |  |
| Candidat       | Candidat                       | Parti          | Voix         | %            | Voix        | %           |  |
| -------------- | ------------------------------ | -------------- | ------------ | ------------ | ----------- | ----------- |  |
|                | Fabienne Labrette-Ménager élue | UMP            | 19 875       | 47,23        | 22 158      | 56,55       |  |
|                | Françoise Dubois               | PS             | 11 257       | 26,75        | 17 026      | 43,45       |  |
|                | Hubert Celle                   | UDF–MoDem      | 2 983        | 7,09         |             |             |  |
|                | Jean-Louis Prigent             | Les Verts      | 1 832        | 4,35         |             |             |  |
|                | Jean-Louis Aubert              | MPF            | 1 292        | 3,07         |             |             |  |
|                | Jean-François Le Gras          | FN             | 1 188        | 2,82         |             |             |  |
|                | Dinah Thommeret                | LCR            | 1 166        | 2,77         |             |             |  |
|                | Bernard Breux                  | PCF            | 911          | 2,17         |             |             |  |
|                | François Garcia                | LO             | 573          | 1,36         |             |             |  |
|                | Martine Pave                   | CPNT           | 458          | 1,09         |             |             |  |
|                | Jean-Claude Loiseau            | Divers         | 347          | 0,82         |             |             |  |
|                | Claude Vignot                  | MNR            | 160          | 0,38         |             |             |  |
|                | Serge Mousset                  | Divers         | 36           | 0,09         |             |             |  |
|                |                                |                |              |              |             |             |  |
| Inscrits       | Inscrits                       | Inscrits       | 71 456       | 100,00       | 71 449      | 100,00      |  |
| Abstentions    | Abstentions                    | Abstentions    | 28 106       | 39,33        | 31 044      | 43,45       |  |
| Votants        | Votants                        | Votants        | 43 350       | 60,67        | 40 405      | 56,55       |  |
| Blancs et nuls | Blancs et nuls                 | Blancs et nuls | 1 272        | 2,93         | 1 221       | 3,02        |  |
| Exprimés       | Exprimés                       | Exprimés       | 42 078       | 97,07        | 39 184      | 96,98       |  |

### Élections de 2012
| Candidat       | Candidat                           | Parti          | Premier tour | Premier tour | Second tour | Second tour |  |
| Candidat       | Candidat                           | Parti          | Voix         | %            | Voix        | %           |  |
| -------------- | ---------------------------------- | -------------- | ------------ | ------------ | ----------- | ----------- |  |
|                | Françoise Dubois élue              | PS             | 16 477       | 39,26        | 21 284      | 51,76       |  |
|                | Fabienne Labrette-Ménager sortante | UMP            | 15 859       | 37,79        | 19 836      | 48,24       |  |
|                | Jean-François Le Gras              | RBM (FN)       | 4 450        | 10,60        |             |             |  |
|                | Thierry Samain                     | FG (PCF)       | 1 633        | 3,89         |             |             |  |
|                | Catherine Gouhier                  | EÉLV           | 1 454        | 3,46         |             |             |  |
|                | Guy Robert                         | CpF (MoDem)    | 822          | 1,96         |             |             |  |
|                | Gérard Couvert                     | DLR            | 311          | 0,74         |             |             |  |
|                | Jean-Louis Fontaine                | AÉI            | 279          | 0,66         |             |             |  |
|                | Isabelle Horen                     | MPF            | 242          | 0,58         |             |             |  |
|                | Ambre Combes                       | NPA            | 222          | 0,53         |             |             |  |
|                | Sylvie Maillet                     | LO             | 216          | 0,51         |             |             |  |
|                |                                    |                |              |              |             |             |  |
| Inscrits       | Inscrits                           | Inscrits       | 72 569       | 100,00       | 72 564      | 100,00      |  |
| Abstentions    | Abstentions                        | Abstentions    | 29 788       | 41,05        | 30 253      | 41,69       |  |
| Votants        | Votants                            | Votants        | 42 781       | 58,95        | 42 311      | 58,31       |  |
| Blancs et nuls | Blancs et nuls                     | Blancs et nuls | 816          | 1,91         | 1 191       | 2,81        |  |
| Exprimés       | Exprimés                           | Exprimés       | 41 965       | 98,09        | 41 120      | 97,19       |  |

### Élections de 2017
| Candidat           | Candidat                | Parti          | Premier tour | Premier tour | Second tour | Second tour |
| Candidat           | Candidat                | Parti          | Voix         | %            | Voix        | %           |
| ------------------ | ----------------------- | -------------- | ------------ | ------------ | ----------- | ----------- |
|                    | Damien Pichereau        | LREM           | 11 264       | 31,06        | 13 704      | 50,09       |
|                    | Christelle Morançais    | LR             | 9 031        | 24,90        | 13 657      | 49,91       |
|                    | Françoise Dubois*       | PS             | 4 238        | 11,69        |             |             |
|                    | Loïc Morisot            | LFI            | 4 175        | 11,51        |             |             |
|                    | Marie Genevrey          | FN             | 3 725        | 10,27        |             |             |
|                    | Isabelle Sévère         | EELV           | 1 663        | 4.59         |             |             |
|                    | Philippe Cordier        | DLF            | 502          | 1,38         |             |             |
|                    | Catherine Gouhier       | ND             | 341          | 0,94         |             |             |
|                    | Ghislaine Charronneau   | DVG            | 296          | 0,82         |             |             |
|                    | Fabienne de La Chapelle | SIEL           | 273          | 0,75         |             |             |
|                    | Sylvie Maillet          | LO             | 273          | 0,75         |             |             |
|                    | Louis Noguès            | DVD            | 271          | 0,75         |             |             |
|                    | Jean-François Gazengel  | UPR            | 177          | 0,49         |             |             |
|                    | John-Jacques Marshall   | DVD            | 31           | 0,09         |             |             |
|                    |                         |                |              |              |             |             |
| Inscrits           | Inscrits                | Inscrits       | 71 777       | 100,00       | 71 771      | 100,00      |
| Abstentions        | Abstentions             | Abstentions    | 34 594       | 48,20        | 40 812      | 56,86       |
| Votants            | Votants                 | Votants        | 37 183       | 51,80        | 30 959      | 43,14       |
| Blancs et nuls     | Blancs et nuls          | Blancs et nuls | 915          | 2,46         | 3598        | 11,65       |
| Exprimés           | Exprimés                | Exprimés       | 36 268       | 97,54        | 27 361      | 88,35       |
| * députée sortante |                         |                |              |              |             |             |

### Élections de 2022
| Résultats des élections législatives des 12 et 19 juin 2022 de la 1re circonscription de la Sarthe |                           |                                            |                          |              |              |             |             |
| Candidat                                                                                           | Candidat                  | Parti et coalition                         | Nuance                   | Premier tour | Premier tour | Second tour | Second tour |
| Candidat                                                                                           | Candidat                  | Parti et coalition                         | Nuance                   | Voix         | %            | Voix        | %           |
| | Julie Delpech             | LREM (ENS)                                 | ENS                      | 8 517        | 24,75        | 17 300      | 54,90       |
| | Ghislaine Bonnet          | LFI (NUPES)                                | NUP                      | 7 903        | 22,97        | 14 213      | 45,10       |
| | Edwige Picouleau          | RN                                         | RN                       | 6 150        | 17,87        |             |             |
| | Fabienne Labrette-Ménager | LR (UDC)                                   | LR                       | 6 000        | 17,44        |             |             |
| | Dylan Bénaud              | PS diss.                                   | DVG                      | 2 903        | 8,44         |             |             |
| | Brigitte Dujardin         | REC                                        | REC                      | 1 247        | 3,62         |             |             |
| | Stéphane Fouéré           | GRS (Fédération de la gauche républicaine) | DVG                      | 519          | 1,51         |             |             |
| | Yves Cortés               | H diss.                                    | UDI                      | 424          | 1,23         |             |             |
| | Patricia Collet,          | LP (UPF)                                   | DSV                      | 387          | 1,12         |             |             |
| | Sylvie Maillet            | LO                                         | DXG                      | 356          | 1,03         |             |             |
| Votes valides                                                                                      | Votes valides             | Votes valides                              | Votes valides            | 34 406       | 97,26        | 31 513      | 90,45       |
| Votes blancs                                                                                       | Votes blancs              | Votes blancs                               | Votes blancs             | 827          | 2,34         | 2 656       | 7,62        |
| Votes nuls                                                                                         | Votes nuls                | Votes nuls                                 | Votes nuls               | 142          | 0,40         | 673         | 1,93        |
| Total                                                                                              | Total                     | Total                                      | Total                    | 35 375       | 100          | 34 842      | 100         |
| Abstention                                                                                         | Abstention                | Abstention                                 | Abstention               | 38 124       | 51,87        | 38 662      | 52,60       |
| Inscrits / participation                                                                           | Inscrits / participation  | Inscrits / participation                   | Inscrits / participation | 73 499       | 48,13        | 73 504      | 47,40       |

### Élections de 2024
| Candidat                 | Candidat                 | Parti                    | Premier tour | Premier tour | Second tour | Second tour |
| Candidat                 | Candidat                 | Parti                    | Voix         | %            | Voix        | %           |
| ------------------------ | ------------------------ | ------------------------ | ------------ | ------------ | ----------- | ----------- |
|                          | Julie Delpech sortante   | RE (ENS)                 | 15 111       | 30,84        | 29 050      | 60,91       |
|                          | Céline de Cossé Brissac  | RN                       | 16 465       | 33,60        | 18 646      | 39,09       |
|                          | Ghislaine Bonnet         | LFI (NFP)                | 12 258       | 25,01        | Retrait     | Retrait     |
|                          | Clément Coulon           | LR                       | 4 459        | 9,10         |             |             |
|                          | Sylvie Maillet           | LO                       | 710          | 1,45         |             |             |
| Votes valides            | Votes valides            | Votes valides            | 49 003       | 96,78        | 47 696      | 94,15       |
| Votes blancs             | Votes blancs             | Votes blancs             | 1 213        | 2,40         | 2 481       | 4,90        |
| Votes nuls               | Votes nuls               | Votes nuls               | 419          | 0,83         | 482         | 0,95        |
| Total                    | Total                    | Total                    | 50 635       | 100          | 50 659      | 100         |
| Abstention               | Abstention               | Abstention               | 23 131       | 31,36        | 23 127      | 31,34       |
| Inscrits / participation | Inscrits / participation | Inscrits / participation | 73 766       | 68,64        | 73 786      | 68,66       |

#### Département de la Sarthe
- La fiche de l'INSEE de cette circonscription : « Tableaux et Analyses de la première circonscription de la Sarthe », sur insee.fr, site de l'Institut national de la statistique et des études économiques (consulté le 10 juin 2007) [PDF]

- « Tous les députés du département de la Sarthe depuis 1789 », sur assemblee-nationale.fr, site de l'Assemblée nationale française (consulté le 10 juin 2007)

- « Informations contentieuses sur le département de la Sarthe (Élections législatives de 2002) »(Archive.org • Wikiwix • Archive.is • Google • Que faire ?), sur conseil-constitutionnel.fr, site du Conseil constitutionnel (consulté le 13 juin 2007)

#### Circonscriptions en France
- « Carte des circonscriptions législatives en France », sur assemblee-nationale.fr, site de l'Assemblée nationale française (consulté le 10 juin 2007)

- « Résultats électoraux officiels en France »(Archive.org • Wikiwix • Archive.is • Google • Que faire ?), sur interieur.gouv.fr, site du ministère de l'Intérieur (France) (consulté le 13 juin 2007)

- Description et Atlas des circonscriptions électorales de France sur http://www.atlaspol.com, Atlaspol, site de cartographie géopolitique, consulté le 13 juin 2007.